# Paul Cattermole
Paul Cattermole, (St Albans, 7 de março de 1977 – Dorset, 6 de abril de 2023) foi um músico britânico. Viveu sua infância e adolescência com sua mãe Liz, seu pai Gerald, sua irmã Treena e seus dois irmãos Colin e Martin.

## Antes do S Club 7
Quando jovem Paul sonhava em ser jogador de rugby, mas pensava que não tinha qualidades suficientes para isso.
Sua primeira grande aparição foi em 1992, no St Albans Operatic Society, numa produção de West Side Story. Em 1994, entrou no National Youth Music Theatre's Production, em Pendragon, já que havia mostrado qualidades para atuar e cantar.
Entrou na faculdade de Barnet fazendo curso de artes. Seus professores da época afirmavam que Paul era um jovem tímido sem as qualidades que uma estrela apresenta. Mas foi nesse momento que Cattermole fez um dueto com sua companheira de sala, Emma Bunton (que viria mais tarde a se tornar uma Spice Girl) que estalou o tímido garoto de 17 anos. Ainda trabalhou como barman, açougueiro, limpador de banheiro, carteiro, porteiro do teatro e paperman. Fez então um intensivo curso de teatro na Escola de Drama de Mountview, quando deu início a banda de metal, Skua.
Então, Paul foi chamado por Simon Fuller gerente da "19 Entertainment", para uma audição do S Club 7. E no fim de 1998 recebe a grande notícia: seria um membro da nova banda do produtor de sucesso.
Mas essa notícia não parecia ser tão boa, pelo menos para Paul, que assumiu ter dúvidas sobre sua participação na banda. Contudo, achou que o melhor que poderia fazer era entrar na banda.
A decisão mudaria para sempre sua vida.
Na época Paul namorava Judith, com quem tinha um relacionamento desde 1997, antes de ser chamado por Simon Fuller.

## No S Club 7
No início de 1999 após conhecer seus companheiros Jon Lee e Bradley McIntosh e suas companheiras, Hannah Spearritt, Rachel Stevens, Joanne O´Meara e Tina Barrett, viaja para Miami nos EUA, onde iria gravar a primeira temporada de TV da banda. Foram gravados 13 episódios.
O primeiro CD, S Club, também gravado em 1999 com músicas tocadas na série Miami 7, Paul teve um pequeno solo na faixa 1, Bring It All Back (que também virou videoclipe), mas cantou uma música tocada em um episódio da série de TV, "Tie a Yellow Ribbon", de autoria de Howard, o dono do hotel onde trabalhavam os S Clubbers. Ainda na televisão Paul participou de dois especiais, “Back to the 50´s” e “Boyfriends and Birthdays”.
Além de Bring It All Back, a banda gravou outros três clipes: You're My Number One, Two In A Milion e S Club Party.
Muito sol, praia e o principal: sucesso. O CD S Club lançado em outubro de 1999, vendeu mais de 600 000 cópias no mundo todo, recebendo disco de platina, além de ter sido o segundo mais vendido no ano. Ainda nesse ano a banda lançou quatro singles, em junho “Bring It All Back” que vendeu mais de 600 000 cópias, chegando à primeira posição e recebendo o disco de platina; em outubro foi a vez de S Club Party que ficou em segundo lugar, vendendo mais de 400 000 cópias e recebendo disco de ouro; e no fim do ano, em dezembro lançaram Two In A Million/You're My Number One, ficando também na segunda posição e vendendo mais de 200 000 cópias o que lhes deu o disco de prata. E a banda recebeu duas premiações: Smash Hits (Best Newcomers) e TV Hits (Best Teen Show – Miami 7).
Nesse ano, assim como os outros componentes da banda, Paul teve seu boneco lançado.
O ano de 2000 seria o auge para todos os S Clubbers inclusive para Paul. A série se passou em Los Angeles e Paul ganhou solo em duas músicas. Reach que também virou clip, e em Love Train, primeira música exclusiva de Paul. O álbum daquele ano, ‘7’, vendeu mais de 900 000 cópias, recebendo mais uma vez disco de platina e chegando ao topo de vendas. E Paul ainda teve dois solos que de músicas que não entraram no CD: Anytime, Anywhere e Our Time Has Come.
E assim como Reach, Natural e Never Had a Dream Come True também foram músicas de clipes em 2000.
Além da série de LA7, a banda também lançou “Artistic Differences” e o especial de natal, “S Club 7 Christmas Special”.
Os singles também foram sucesso absoluto naquele ano. O primeiro lançado em junho, junto ao CD ‘7’, Reach vendeu mais de 400.000 cópias, recebendo disco de ouro e na segunda posição de vendas. Em setembro foi lançado Natural que caiu uma posição em relação ao single interior. Never Had A Dream Come True, veio em Dezembro para fechar o ano com chave de ouro, sendo o primeiro em vendas, mas atingindo a mesma marca de Reach, com mais de 400 000 cópias vendidas e o disco de ouro garantido.
A banda ainda foi premiada em peso na temporada: Brit Awards (Best British Newcomers), Disney (Best Group & Best TV Show - Miami 7) e TV Hits (Best album (7) & Best Teen Show (LA7).
Além de todas as premiações, CDs e singles vendidos e séries de televisão no topo, a banda assinou um contrato com a Pepsi. O contrato dizia que o S Club 7 seria o garoto propaganda na Inglaterra, de uns dos refrigerantes mais vendidos no pais.
Após o auge, Paul não começará 2001 da maneira mais agradável, pois acabará um relacionamento de quatro anos com Judith, com quem passou quase toda sua caminhada ao longo do S Club 7. Mas não foi só isso que abateu Paul no início desse ano. Poucas semanas após o termino de seu relacionamento, Paul, junto a seus companheiros de banda, Jon Lee e Bradley McIntosh, foi preso por estar negociando drogas no jardim de Covent em Londres. Esse fato fez a popularidade de Paul, e da banda, cair muito. Além disso, seu pai, Gerald Cattermole, que tinha na época 51 anos, revelou ter tido relacionamento sexual com uma garota de 14 anos. O fato gerou muita polêmica e virou até charges nos jornais ingleses.
Outro fato marcante no começo de 2001 foi o início do relacionamento com Hannah Spearritt, em abril, porém só revelado ao público seis meses depois, em outubro.
Na série de TV da temporada, agora em Hollywood, Paul e Hannah se beijam no quinto episódio que inclusive recebe o nome de “O Beijo”.
No terceiro CD (Sunshine) Paul tem solo em três músicas: Good Times, Sunshine e Summertime Feeling. A última inclusive foi co-escrita por Paul e teve a ajuda de M. Hadfield, A. Ryan-Carter e C. McVie.
O CD superou a marca de 600 000 cópias vendidas, recebendo disco de Platina. E os dois singles lançados no ano ficaram na primeira posição; Don´t Stop Movin´ (em Maio) e Have You Ever (em Dezembro). O primeiro se igualou a Sunshine com as 600 000 cópias vendias e o disco de Platina garantido.
De Sunshine saíram os clips Don't Stop Movin', Have You Ever e You.
E lógico que a banda foi muito premiada: Record of the Year 2001 (Don't Stop Movin'), Disney (Best TV Show - LA7), Sun's Bizarre Awards (Single of the Year - Don't Stop Movin') e Variety Club Awards (Best Recording Artists).
Essa primeira citada nas premiações rendeu à banda um lugar no Guinness Book.
O ano de 2001 foi certamente cheio de polêmicas na vida de Paul. Mas talvez nenhuma delas foi mais marcante para a banda do que a que viria em 2002.
Paul anunciará sua saída do S Club 7, em junho.
Mas antes participou do single You, em fevereiro, ficando na terceira posição.
Depois dos quatro primeiros episódios da série Viva S Club, em Barcelona, além de uma participação especial no quinto episódio.
Sua despedida oficial foi no show de comemoração aos 50 anos de reinado da Rainha Elizabeth II, da Inglaterra. A banda tocou Don't Stop Movin' e disseram ao final do show que Paul nunca mais se apresentaria pelo S Club 7, que agora se chamaria S Club.
Os membros do S Club, falaram da significativa perda que Paul representou para a banda. Pois ele era uma espécie de pai do S Club 7, já que como mais velho, sempre tomará a frente nas negociações da banda. E lógico a mais significativa perda, foi como membro essencial.
E mesmo fora da banda, Paul ainda fez parte de uma premiação no ano: Brit Awards (Best Single - Don't Stop Movin' ).
A saída dele do S Club 7 gerou muitas discussões e polêmicas dentro do mundo artístico. Disseram que havia brigado com alguém da banda, ou que os produtores não gostavam de seu relacionamento com Hannah, entre outras mentiras que foram contadas.
Na verdade Paul estava atrás de um novo desafio dentro do mundo musical. Queria algo novo, mas que ao mesmo tempo ele já tivesse certa experiência, e a resposta para esse novo desafio era simples: Skua. Paul então decidiu se reunir de novo com seus amigos de faculdade Neil, Matt e Steve. O Rock estava de volta a vida de Paul.
Mas Paul desapareceu por quase 2 anos. Em 2003, foi lançado o CD com as melhores músicas do S Club 7, o Best: The Greatest Hits of S Club 7, segundo colocado nas paradas, que vendeu mais de 100 000 cópias e recebeu disco de Ouro. Após esse período Paul se manteve na banda de faculdade, mas de uma forma sumida.
Tudo isso resultou no fim da banda.

## Depois do S Club 7
Paul só voltaria à mídia em 2005 com sua nova banda, Charllie Bullitt e com as constantes aparições com Hannah, que fez diversos filmes nesse ano. Ao lado de Joel Clempson, Jon Dixon, e Murray Gould fez apresentações em Londres, Brigghton e Aberdeen. Porém a banda que permaneceu junta durante quase todo período de 2005, não chamou muito atenção do público e se separou no mesmo ano, mas em termos 100% amigáveis.
Ainda como membro do Carlie Bullitt, sugiram boatos que Paul fez sérias críticas a alguns de seus ex-parceiros de banda, como Rachel e Jo. Também dizem ter feitos péssimos comentários sobre a banda, em especial na época que ele já não fazia mais parte dela. Mas foram boatos.
Em 2006, Paul deu um bom motivo para pensarem que tais declarações do ano anterior fossem verdade. Disse que odiou estar em uma banda manufaturada, que não assistia às séries de televisão e nem escutava as músicas e que nunca voltaria a uma reunião do S Club 7. Na mesma entrevista Paul revelou que tinha um primo mais novo que joga na equipe profissional de futebol do Middlesbrough, Lee Cattermole.
Alguns meses depois Paul chocou a todos declarando que ele tomou a iniciativa de conversar com os outros seis ex-membros do S Club 7, para fazer uma nova reunião da banda.
Ainda esse ano Paul declarou ter visto um óvni nas redondezas de sua casa em Brighton.
Porém, a mais bombástica notícia desse ano, foi o fim de seu relacionamento com Hannah, logo após completarem cinco anos de namoro e de ter surgido a notícia de que eles se casariam no verão de 2007.
Logo após completar 30 anos, veio a verdade sobre o fim de seu relacionamento com Hannah. Numa entrevista bombástica, Paul afirmou que estava sendo traído pela ex com seu atual namorado Andrew.
Mas ao contrário do que muitos pensavam o fim do relacionamento com a ex-parceira de banda foi excelente para a carreira e vida pessoal de Paul.
Gwaks passou a fazer apresentações musicais em maio e estrelou o musical 'The Beauty & the Beast' (A Bela e a Fera) em agosto.
Nesse mesmo mês Paul apareceu em público com uma suposta nova namorada, mas pouco se sabe a respeito da substituta de Hannah. A verdade é que, após o fim do relacionamento com a ex-companheira de S Club 7, Paul nunca mais engatou um relacionamento, ou pelo menos não ficou evidente aos fãs.
No entanto, a grande notícia desse ano foi o lançamento de músicas solo no seu ‘MySpace’. Inicialmente foram quatro músicas, chegando a seis e a promessa de um álbum solo.
Paul voltou a se apresentar ao lado do também ex-S Club 7 Bradley, no fim de 2007.
Em 2008 Paul apareceu ao lado de Brad e Jo em uma festa, lançou iTunes, foi estrela de uma série de comédia e, principalmente, voltou a se apresentar com Bradley e Jo, formando o S Club 3! Em 2009, seguiu com as apresentações do trio.

## Morte
Paul foi encontrado morto no dia 6 de abril de 2023, aos 46 anos de idade. A causa da morte não foi divulgada.

## Discografia

### EPSingles
- You Make Me Happy (22 de setembro de 2008)